# بادپر خامه‌ای راینهولد
بادپر خامه‌ای راینهولد (نام علمی: Cymothoe reinholdi) نام یک گونه از سرده پروانه‌های بادپر است.